# San Antonio, San Miguel Chimalapa
San Antonio är en ort i Mexiko.   Den ligger i kommunen San Miguel Chimalapa och delstaten Oaxaca, i den sydöstra delen av landet, 600 km sydost om huvudstaden Mexico City. San Antonio ligger 1 075 meter över havet och antalet invånare är 359.
Terrängen runt San Antonio är kuperad åt nordost, men åt sydväst är den bergig.  Trakten runt San Antonio är nära nog obefolkad, med mindre än två invånare per kvadratkilometer. San Antonio är det största samhället i trakten. I omgivningarna runt San Antonio växer huvudsakligen savannskog.